# Прапор Іль-де-Франсу
Прапор Іль-де-Франс — прапор регіону на півночі центральної частини Франції.